# نوسان‌ساز کریستالی

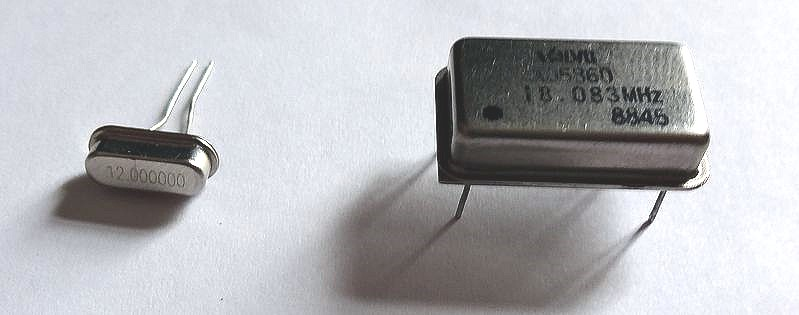
تشدیدگر کریستال کوارتز (چپ) و نوسان‌ساز کریستال کوارتز (راست)

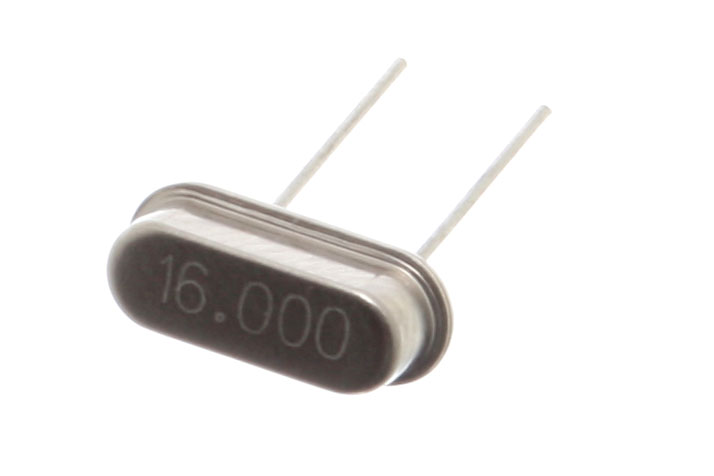
کریستال

نوسان‌ساز کریستالی (به انگلیسی: Crystal oscillator) نوعی نوسان‌ساز الکترونیکی است که از قانون تشدید (به انگلیسی: Resonance) و اثر پیزوالکتریک (به انگلیسی: Piezoelectric) در کریستال کُوارتز استفاده می‌کند.این نوسان‌ساز برای زمان‌بندی (به انگلیسی: Timing) و تولید سیگنال ساعت (به انگلیسی: Clock signal) در مدارهای الکترونیک استفاده می‌شود.
یک کریستال کوارتز، یا به عبارت دقیق‌تر، یک تشدیدگر کوارتز (به انگلیسی: Quartz Resonator)، به تنهایی قادر به تولید سیگنال نوسانی نیست، و برای این منظور می‌بایست در مدار مناسب قرار گیرد. این نوع تشدیدگرها، دوپایه دارند. البته در بعضی موارد، علاوه بر خود کریستال، مدار لازم برای نوسان کریستال را نیز درون محفظه فلزی کریستال قرار می‌دهند. در این صورت، این نوع نوسان‌ساز کریستالی، برای تولید سیگنال نوسانی، دیگر نیازی به مدار خارجی ندارد. این نوع نوسان‌ساز کریستالی، چهارپایه دارد.

## ویژگی کریستال کوارتز
کریستال پیزوالکتریک، مانند کوارتز، ویژگیِ تشدید الکترومکانیکی دارد، بسیار پایدار (با زمان و دما) است و ضریب کیفیت بسیار بالایی دارد.

## مدل مداری کریستال کوارتز
کریستال کوارتز با اندوکتانس L (به بزرگی صدها هانری)، خازن سِری بسیار کوچک Cs (با کوچکی ۰٫۰۰۰۵ پیکوفاراد)، مقاومت سری r که نماینده ضریب Q که به بزرگی چند صدهزار می‌تواند باشد، و نیز ظرفیت موازی Cp (چندین پیکوفاراد) مدل می‌شود (شکل روبرو). خازن Cp نمایانگر ظرفیت الکترواستاتیک بین صفحات موازی کریستال است (Cp>> Cs).

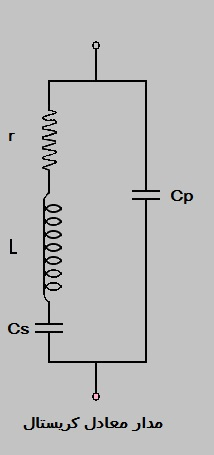
مدار معادل کریستال

از آنجا که ضریب Q بزرگ است، از مقاومت r صرف‌نظر شده و امپدانس کریستال به صورت زیر بیان می‌شود:
```
                                                   

  

    

      

        
Z

        
(

        
s

        
)

        
=

        

          
(

          

            

              

                
1

                

                  
s

                  
⋅

                  

                    
C

                    

                      
1

                    

                  

                

              

            

            
+

            
s

            
⋅

            

              
L

              

                
1

              

            

            
+

            

              
R

              

                
1

              

            

          

          
)

        

        

          
|

        

        

          
|

        

        

          
(

          

            

              
1

              

                
s

                
⋅

                

                  
C

                  

                    
0

                  

                

              

            

          

          
)

        

      

    

    
{\displaystyle Z(s)=\left({{\frac {1}{s\cdot C_{1}}}+s\cdot L_{1}+R_{1}}\right)||\left({\frac {1}{s\cdot C_{0}}}\right)}

  

```

که می‌توان به صورت زیر نوشته شود:
```
                                                         

  

    

      

        
Z

        
(

        
s

        
)

        
=

        

          

            

              

                
s

                

                  
2

                

              

              
+

              
s

              

                

                  

                    
R

                    

                      
1

                    

                  

                  

                    
L

                    

                      
1

                    

                  

                

              

              
+

              

                

                  

                    
ω

                    

                      
s

                    

                  

                

                

                  
2

                

              

            

            

              
(

              
s

              
⋅

              

                
C

                

                  
0

                

              

              
)

              
[

              

                
s

                

                  
2

                

              

              
+

              
s

              

                

                  

                    
R

                    

                      
1

                    

                  

                  

                    
L

                    

                      
1

                    

                  

                

              

              
+

              

                

                  

                    
ω

                    

                      
p

                    

                  

                

                

                  
2

                

              

              
]

            

          

        

      

    

    
{\displaystyle Z(s)={\frac {s^{2}+s{\frac {R_{1}}{L_{1}}}+{\omega _{s}}^{2}}{(s\cdot C_{0})[s^{2}+s{\frac {R_{1}}{L_{1}}}+{\omega _{p}}^{2}]}}}

  

```

از معادله بالا و از شکل مدار معادل می‌بینیم که کریستال دارای دو فرکانس تشدید است؛ تشدید سری:
```
                                                                  

  

    

      

        

          
ω

          

            
s

          

        

        
=

        

          

            
1

            

              

                
L

                

                  
1

                

              

              
⋅

              

                
C

                

                  
1

                

              

            

          

        

      

    

    
{\displaystyle \omega _{s}={\frac {1}{\sqrt {L_{1}\cdot C_{1}}}}}

  

```

و تشدید موازی:
```
                                                               

  

    

      

        

          
ω

          

            
p

          

        

        
=

        

          

            

              

                

                  
C

                  

                    
1

                  

                

                
+

                

                  
C

                  

                    
0

                  

                

              

              

                

                  
L

                  

                    
1

                  

                

                
⋅

                

                  
C

                  

                    
1

                  

                

                
⋅

                

                  
C

                  

                    
0

                  

                

              

            

          

        

      

    

    
{\displaystyle \omega _{p}={\sqrt {\frac {C_{1}+C_{0}}{L_{1}\cdot C_{1}\cdot C_{0}}}}}

  

```